# Circonscription autonomique de Lugo
Ne doit pas être confondu avec Circonscription électorale de Lugo.
La circonscription électorale de Lugo est l'une des quatre circonscriptions électorales de Galice pour les élections autonomiques au Parlement de Galice.
Elle correspond géographiquement à la province de Lugo.

## Synthèse
| UCD         |       | 6  |    |    |    |    |    |    |    |    |    |    |    |  |  |
| CG          |       |    | 3  | 1  |    |    |    |    |    |    |    |    |    |  |  |
| AP & alliés |       | 5  | 8  |    |    |    |    |    |    |    |    |    |    |  |  |
| BNG         |       | 1  |    | 1  | 2  | 3  | 3  | 2  | 2  | 1  | 1  | 3  | 4  |  |  |
| PSdeG-PSOE  |       | 3  | 4  | 5  | 4  | 3  | 3  | 5  | 5  | 4  | 3  | 2  | 2  |  |  |
| PPdeG       |       |    |    | 8  | 9  | 9  | 9  | 8  | 8  | 9  | 8  | 9  | 8  |  |  |
| AGE         |       |    |    |    |    |    |    |    |    | 1  |    |    |    |  |  |
| En Marea    |       |    |    |    |    |    |    |    |    |    | 2  |    |    |  |  |
|             |       |    |    |    |    |    |    |    |    |    |    |    |    |  |  |
| Total       | Total | 15 | 15 | 15 | 15 | 15 | 15 | 15 | 15 | 15 | 14 | 14 | 14 |  |  |

## Résultats détaillés

### 1981
| Parti      | Parti | Députés élus |
| ---------- | ----- | --- |
| UCD        |       | Antonio Rosón Pérez, José María Pardo Montero, Flora Veiga Aldariz, Víctor Manuel Vázquez Portomeñe, Ángel Rodríguez Vázquez, Maximino Pérez Hortas |
| AP         |       | Adolfo Abel Vilela, Pablo Moure Mariño, Jesús Gayoso Rey, José Ramón Cociña García, Antonio Varela Álvarez                                          |
| PSdeG-PSOE |       | Manuel Ceferino Díaz Díaz, Benjamín Casal Vila, Antonio Edelmiro Gato Soengas                                                                       |
| BNG-PSG    |       | Lois Diéguez Vázquez |

- Flora Veiga (UCD) est remplacée en mars 1983 par José Recimil Tábora.

### 1985
| Parti      | Parti | Députés élus |
| ---------- | ----- | --- |
| CP         |       | Antonio Rosón Pérez, Fernando Garrido Valenzuela, Fernando Alfredo Pensado Barbeira, Jesús Gayoso Rey, Manuel Núñez Carreira, Constantino Vila López, José Ramón Cociña García, Fernando Carlos Rodríguez Pérez |
| PSdeG-PSOE |       | Manuel Ceferino Díaz Díaz, Manuel Guillermo Varela Flores, Fernando Martínez González, Antonio Edelmiro Gato Soengas                                                                                            |
| CG         |       | Cándido Sánchez Castiñeiras, Luis Cordeiro Rodríguez, Celestino Torres Rodríguez |

- Antonio Rosón (CP) est remplacé en mai 1986 par Nazario Pin Fernández.
- Celestino Torres (CG) est remplacé en mai 1986 par Ildefonso Piñeiro Mouriño.
- Manuel Varela (PSdeG-PSOE) est remplacé en septembre 1986 par Ismael Rego González.
- Jesús Gayoso (CP) est remplacé en mars 1987 par José Luis Castro Agrasar.

### 1989
| Parti      | Parti | Députés élus |
| ---------- | ----- | --- |
| PPdeG      |       | Manuela López Besteiro, José María García Leira, Fernando Alfredo Pensado Barbeira, José María López Noceda, Fernando Carlos Rodríguez Pérez, Nazario Pin Fernández, Manuel Martínez Garrido, José Serafín Pena Souto |
| PSdeG-PSOE |       | Juan Fernando Salgado García, Francisco Sineiro García, Antonio Edelmiro Gato Soengas, Ismael Rego González, María Margarita Rodríguez Otero                                                                          |
| CG         |       | Cándido Sánchez Castiñeiras |
| BNG        |       | Alberte Xullo Rodríguez Feixóo |

### 1993
| Parti      | Parti | Députés élus |
| ---------- | ----- | --- |
| PPdeG      |       | Manuela López Besteiro, Dositeo Rodríguez Rodríguez, José María García Leira, Fernando Alfredo Pensado Barbeira, José María López Noceda, Fernando Carlos Rodríguez Pérez, Nazario Pin Fernández, Manuel Martínez Garrido, José Serafín Pena Souto |
| PSdeG-PSOE |       | Juan Fernando Salgado García, Francisco Sineiro García, Celestino Torres Rodríguez, Antonio Edelmiro Gato Soengas |
| BNG        |       | Alberte Xullo Rodríguez Feixóo, Emilio López Pérez |

- Fernando Salgado (PSdeG-PSOE) est remplacé en septembre 1994 par Ismael Rego González.
- Nazario Pin (PPdeG) est remplacé en septembre 1995 par José Recimil Tábora.

### 1997
| Parti               | Parti | Députés élus |
| ------------------- | ----- | --- |
| PPdeG               |       | Manuela López Besteiro, Mauro Varela Pérez, Dositeo Rodríguez Rodríguez, Fernando Carlos Rodríguez Pérez, José María García Leira, Celso Currás Fernández, Fernando Alfredo Pensado Barbeira, José Manuel Barreiro, María Jesús Tapia Fernández |
| BNG                 |       | Alberte Xullo Rodríguez Feixóo, Emilio López Pérez, Eduardo Gutiérrez Fernández |
| PSdeG-PSOE-EU-EG-OV |       | María Isabel Salazar Bello, Francisco Sineiro García, Ismael Rego González |

- Dositeo Rodríguez (PPdeG) est remplacé en septembre 1999 par Sergio López García.
- Fernando Pensado (PPdeG) est remplacé en septembre 1999 par Ascensión Yeguas Sánchez.
- Fernando Rodríguez (PPdeG) est remplacé en avril 2000 par Manuel Mendoza López.

### 2001
| Parti      | Parti | Députés élus |
| ---------- | ----- | --- |
| PPdeG      |       | Manuela López Besteiro, José María García Leira, José Manuel Barreiro, Sergio López García, María Jesús Tapia Fernández, María Susana López Abella, Victoria Eugenia López Díaz, Manuel Díaz Vázquez, María de los Remedios Castedo Carballo |
| PSdeG-PSOE |       | Ricardo Varela, Ismael Rego González, Margarita Pérez Herráiz |
| BNG        |       | Alberte Xullo Rodríguez Feixóo, Emilio López Pérez, Eduardo Gutiérrez Fernández |

- Sergio López (PPdeG) est remplacé en décembre 2002 par Ramón Carballo Páez.

### 2005
| Parti      | Parti | Députés élus |
| ---------- | ----- | --- |
| PPdeG      |       | José Manuel Barreiro, Manuela López Besteiro, Agustín Baamonde Díaz, María Susana López Abella, Dámaso López Rodríguez, José Manuel Balseiro Orol, Jaime Castiñeira Broz, Carmen Janet Salgado Núñez |
| PSdeG-PSOE |       | Ricardo Varela, María de la Concepción Burgo López, Ismael Rego González, Margarita Pérez Herráiz, José Tomé Roca                                                                                    |
| BNG        |       | Fernando Xabier Blanco Álvarez, María Xosé Vega Buján |

- Fernando Blanco (BNG) est remplacé en septembre 2005 par Manuel Parga Núñez.
- José Manuel Barreiro (PPdeG) est remplacé en juillet 2007 par María Isabel García Pacín.
- María Xosé Vega (BNG) est remplacée en septembre 2007 par María Cristina Ferreiro López.
- Margarita Pérez (PSdeG-PSOE) est remplacée en avril 2008 par Miguel Ángel Fernández López.

### 2009
| Parti      | Parti | Députés élus |
| ---------- | ----- | --- |
| PPdeG      |       | Raquel Arias Rodríguez, Jaime Castiñeira Broz, José Manuel Balseiro Orol, Agustín Baamonde Díaz, María Susana López Abella, Daniel Luis Varela Suanzes-Carpegna, María Isabel García Pacín, José Antonio García López |
| PSdeG-PSOE |       | Ricardo Varela, María de la Concepción Burgo López, Ismael Rego González, Sonia Verdes Gil, José Tomé Roca |
| BNG        |       | Fernando Xabier Blanco Álvarez, Isabel Sánchez Montenegro |

- Susana López (PPdeG) est remplacée en avril 2009 par Dámaso López Rodríguez.
- Raquel Arias (PPdeG) est remplacée en mai 2009 par María Emma Álvarez Chao.
- José Antonio García (PPdeG) est remplacé en juin 2011 par María Lourdes Yáñez García.
- José Toma (PSdeG-PSOE) est remplacé en septembre 2011 par Miguel Ángel Fernández López.
- Fernando Blanco (BNG) est remplacé en octobre 2011 par Manuel Parga Núñez.
- Ricardo Varela (PSdeG-PSOE) est remplacé en novembre 2011 par María Dolores Rodríguez Amoroso.

### 2012
| Parti      | Parti | Députés élus |
| ---------- | ----- | --- |
| PPdeG      |       | Raquel Arias Rodríguez, Jaime Castiñeira Broz, José Manuel Balseiro Orol, Agustín Baamonde Díaz, María Susana López Abella, Daniel Luis Varela Suanzes-Carpegna, María Isabel García Pacín, Jaime Iñíguez Martínez, Vidal Martínez-Sierra López |
| PSdeG-PSOE |       | María de la Concepción Burgo López, Juan Carlos González Santín, José Ramón Val Alonso, Ricardo Vicente Docasar Docasar |
| AGE        |       | Ramón Vázquez Díaz |
| BNG        |       | Cosme Eladio Pombo Rodríguez |

- Raquel Arias (PP) est remplacée en décembre 2012 par María Julia Rodríguez Barreira.
- Susana López Abella (PP) est remplacée en janvier 2013 par Ángel Camino Copa.

### 2016
| Parti      | Parti | Députés élus |
| ---------- | ----- | --- |
| PPdeG      |       | Francisco Conde López, María Encarnación Amigo Díaz, Raquel Arias Rodríguez, José Manuel Balseiro Orol, Sandra Vázquez Domínguez, Daniel Luis Varela Suanzes-Carpegna, María Susana López Abella, Jaime Castiñeira Broz |
| PSdeG-PSOE |       | Luis Manuel Álvarez Martínez, María de la Concepción Burgo López, José Antonio Quiroga Díaz |
| En Marea   |       | Luis Villares Naveira, Paula Vázquez Verao |
| BNG        |       | Olalla Rodil Fernández |

- José Manuel Balseiro (PP) est remplacé en novembre 2016 par Daniel Vega Pérez.
- Susana López (PP) est remplacée en novembre 2016 par Julia Rodríguez Barreira.
- José Antonio Quiroga (PSdeG-PSOE) est remplacé en août 2018 par Patricia Otero Rodríguez.

### 2020
| Parti      | Parti | Députés élus |
| ---------- | ----- | --- |
| PPdeG      |       | María Elena Candia López, Francisco Conde López, Cristina Sanz Arias, Raquel Arias Rodríguez, José Manuel Balseiro Orol, Ramón Carballo Páez, Sandra Vázquez Domínguez, María Encarnación Amigo Díaz, Daniel Vega Pérez |
| BNG        |       | Olalla Rodil Fernández, Daniel Castro García, María del Carmen Aira Díaz |
| PSdeG-PSOE |       | Patricia Otero Rodríguez, Luis Manuel Álvarez Martínez |

- Daniel Vega (PPdeG) est remplacé le 27 juin 2023 par María Susana López Abella.
- Sandra Vázquez (PPdeG) est remplacée le 27 juin 2023 par Katherinie Varela Fernández.
- Francisco Conde (PPdeG) est remplacé le 12 septembre 2023 par José Luis Regueiro Fernández.

### 2024
| Parti      | Parti | Députés élus |
| ---------- | ----- | --- |
| PPdeG      |       | María Elena Candia López, Javier Arias Fouz, Alfonso Villares Bermúdez, Cristina Sanz Arias, José Manuel Mato Díaz, Raquel Arias Rodríguez, José Manuel Balseiro Orol, Enrique Barreiro Sánchez |
| BNG        |       | Olalla Rodil Fernández, Daniel Castro García, Montserrat Valcárcel Armesto, Iago Suárez Fernández                                                                                               |
| PSdeG-PSOE |       | José Ramón Gómez Besteiro, Lara Méndez |

- José Manuel Balseiro (PP) démissionne en avril 2024.
- Javier Arias (PP) démissionne en avril 2024.